# Matsuken Samba II
Matsuken Samba II (マツケンサンバII) ist ein Lied des japanischen Schauspielers Ken Matsudaira, das am 7. Juli 2004 veröffentlicht wurde.

## Hintergrund
Ken Matsudaira ist ein japanischer Schauspieler, der vor allem durch seine Rollen, in denen er historische Persönlichkeiten der japanischen Geschichte verkörperte, bekannt wurde. So verkörperte er Tokugawa Yoshimune, den achten Shōgun, in der Fernsehserie Abarenbō Shōgun, die zwischen 1978 und 2003 im japanischen Fernsehen gezeigt wurde und mehr als 800 Folgen aufweist. Weitere Rollen historischer Figuren hatte Matsudaira in den Serien Kusa Moeru (1979, als Hōjō Yoshitoki) und Benkei (1997, als Musashibō Benkei).
Als Musiker erlangte Matsudaira ebenfalls nationale Bekanntheit. Das Lied Matsuken Samba II avancierte zu seinem erfolgreichsten Hit in Japan. Das Lied ist Teil der Matsuken-Samba-Reihe.

## Produktion

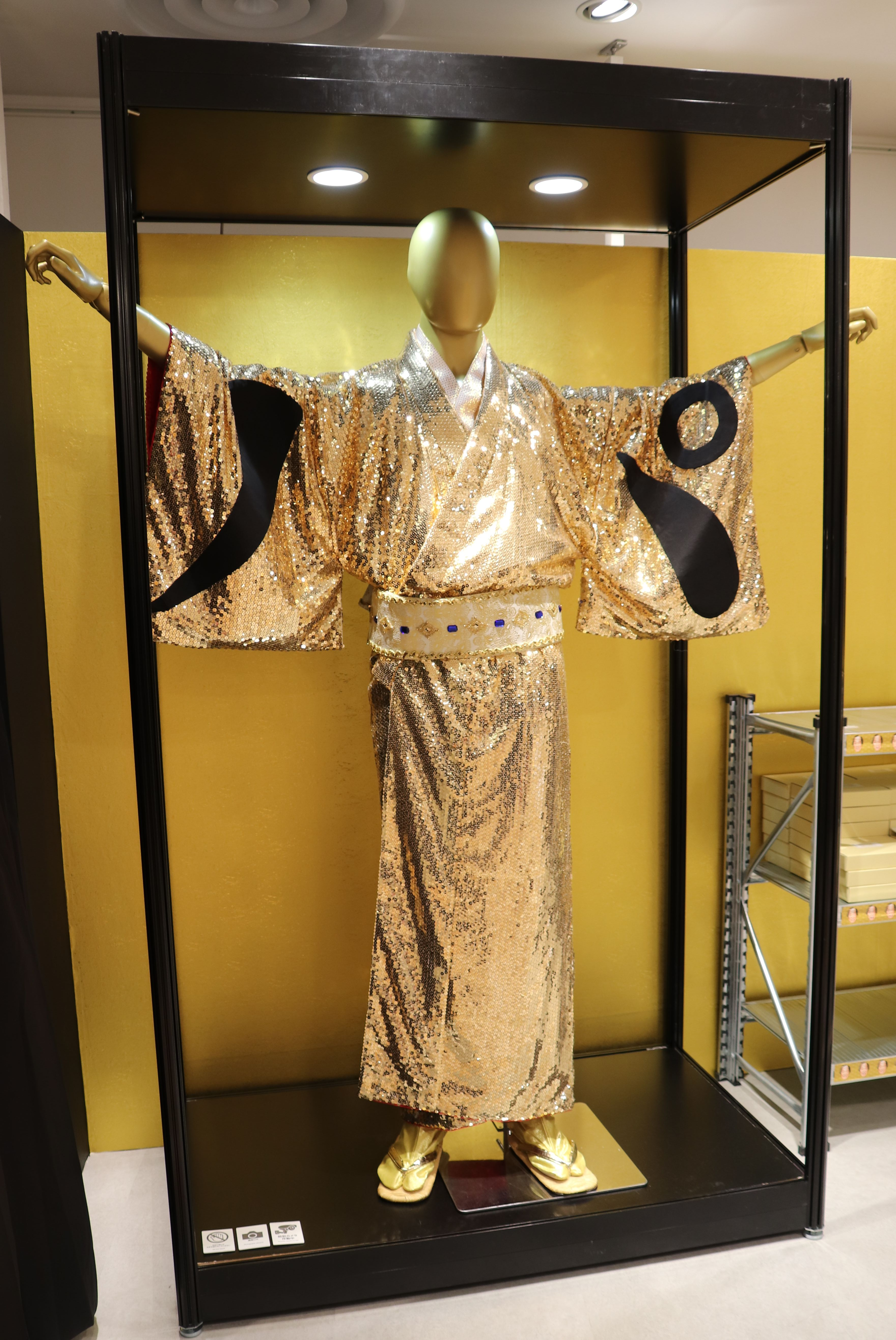
Kostüm, das von Matsudaira während der Performance von Matsuken Samba getragen wird

Geschrieben und getextet wurde Matsuken Samba bereits im Jahr 1994. Die Musik wurde von Akira Miyagawa geschrieben, während sich Kyoko Yoshimine für den Liedtext verantwortlich zeigte. Das Lied weist einen 4⁄4-Takt und ein Tempo von 128 Bpm auf. Die Haupttonart des Liedes ist laut Musicstax G-Moll. Dabei ist hervorzuheben, dass das Stück den 4⁄4-Takt in den Samba-Passagen beibehält, obwohl Lieder im Samba-Rhythmus meist einen 2⁄4-Takt nutzen. Für die Erarbeitung der Tanzchoreografie zeigte sich Shigeki Mashima verantwortlich, der selbst auch bei den Performances des Liedes als Back-Up-Tänzer in Erscheinung trat.

## Veröffentlichung
Da diverse Musiklabels einer Produktion einer physischen Singleversion des Liedes zunächst ablehnend gegenüberstanden, wurde die Herausgabe der Single in einer limitierten Auflage geplant, die lediglich während der Shows zu dem Lied verkauft werden sollte. Ein Radiomoderator aus Nagoya, der für das Nachtprogramm zuständig war, sah zufälligerweise eines von Matsudairas Konzerten und war zunächst von dessen Auftreten schockiert, kaufte aber eine CD und spielte diese im Radio ab, wo das Lied auf großen Anklang bei der Zuhörerschaft stieß.
Im Zuge der positiven Resonanz wurde am 7. Juli 2004 eine offizielle Singleveröffentlichung durch das Musiklabel NBCUniversal Entertainment Japan realisiert. Später folgte die Produktion eines offiziellen Musikvideos. Im Jahr 2022 erschien zudem eine englischsprachige Version des Liedes.

## Nutzung und Abwandlungen
Die Synchronsprecher Kazuhiko Inoue und M.A.O., die in der Anime-Fernsehserie From Bureaucrat to Villainess die Hauptrollen Kentaro Tondabayashi bzw. Grace Auvergne sprechen, sangen eine Coverversion des Liedes, die als musikalische Untermalung der Abspannsequenz genutzt wurde.
Gemeinsam mit dem Vocaloid-Produzenten TeddyLoid produzierte die japanische Idol-Gruppe Momoiro Clover Z eine Mashup-Version des Liedes und veröffentlichte an Heiligabend 2023 das offizielle Musikvideo auf YouTube.

## Erfolg
Laut einem Artikel von Norimitsu Onishi für die New York Times aus dem Jahr 2005 kam das Lied bei den jüngeren Hörern überwiegend positiv an, während die ältere Zuhörerschaft – überwiegend konservative Männer – das Bild des Samurai erschüttert sah. Onishi selbst beschrieb das Lied in jenem Artikel als „Äquivalent zu Amerikanern, die eines Morgens aufwachen und realisieren, dass John Wayne zum Cowboy der Village People geworden ist.“ Noriaki Fushimi führte weiter aus, dass die Matsuken-Shows eine Anhängerschaft in der japanischen LGBTQ-Gemeinschaft aufbauen konnten und bei Veranstaltungen der Subkultur in Sapporo und Shinjuku prominent in Szene gesetzt wurden.
Einem Artikel von Sanspo von September des Jahres 2005 zufolge verkaufte sich das Stück zu diesem Zeitpunkt rund 500.000 mal alleine in Japan.
Durch den kommerziellen Erfolg des Liedes trat Ken Matsudaira mit dem Stück am 31. Dezember 2004 beim 55. Kōhaku Uta Gassen als Wettbewerbsteilnehmer auf. Beim 72. Kōhaku Uta Gassen am 31. Dezember 2021 trat Matsudaira mit dem Lied erneut auf, dieses Mal als Teil einer eingeschobenen Special-Performance.

### Chartplatzierungen
Das Lied erreichte mit Platz drei seine höchste Positionierung in den offiziellen Singlecharts von Oricon und verblieb 77 Wochen lang in der Hitliste. Eine Remix-EP, die am 15. Dezember 2004 in Japan herausgegeben wurde, erreichte Platz 20 der Oricon-Singlecharts.
| ChartsChartplatzierungen | Höchstplatzierung | Wochen |
| ------------------------ | ----------------- | ------ |
| Japan (Oricon)           | 3 (77 Wo.)        | 77     |

| ChartsChartplatzierungen | Höchstplatzierung | Wochen |
| ------------------------ | ----------------- | ------ |
| Japan (Oricon)           | 20 (17 Wo.)       | 17     |

### Musikpreise
Im Dezember 2004 erhielt Matsudaira für Matsuken Samba II den Spezialpreis, der im Rahmen der Japan Record Awards verliehen wurde.